# Ministerul Securității Statului (Uniunea Sovietică)
Ministerul Securității Statului (MGB) (în rusă Министерство государственной безопасности, transliterat: Ministerstvo gosudarstvennoi bezopasnosti) a constituit poliția secretă sovietică între anii 1946 si 1953.